# Grön stör
Grön stör (Acipenser medirostris) är en art av släktet Acipenser som finns i havet utanför Nordamerikas västkust, och går upp i floder för att leka.  Arten kallas även grönstör.

## Utseende
Den gröna stören är en långsträckt fisk som har kroppen täckt av 5 rader benplåtar i stället för fjäll, en ryggfena som sitter placerad långt bakåt, och en hög, hajliknande stjärtfena. På undersidan har den en tandlös, utskjälpbar mun. 4 skäggtömmar hänger ner framför munnen från den platta nosen. Färgen varierar från olivgrön till mörkgrön, med olivgröna strimmor längs kroppen och en grönvit buk. Fenorna är ljusa till mörkare grå, och bukhinnan är ljus. Ryggfenan har 33 till 35 mjukstrålar, och analfenan  22 till 28. Som mest kan den bli 250 cm lång och väga 159 kg.

## Vanor
Arten är en anadrom fisk, som normalt lever i saltvatten i havet samt brackvatten i flodmynningar. Utanför parningstiden, då den går upp i sötvatten (stora floder med kraftig ström) för att leka, är den sällsynt i rent sötvatten. Födan utgörs framför allt av märlkräftor, pungräkor och fisk. Arten är långlivad; högsta ålder uppskattas till 60 – 70 år.

### Fortplantning
Hanen blir könsmogen vid en ålder av 15 till 17 år och en längd av 1,5 till 1,8 m, medan honan når könsmognad vid 20 till 25 års ålder och 1,8 till 2,1 m längd. Den gröna stören leker vartannat till vart femte år från mars till juli (med en topp i april – juni) men redan i slutet på februari börjar fiskarna sin vandring till sötvatten (större, djupare floder med kraftig ström). Under leken kan honan lägga mellan 60 000 och 140 000 ägg. Ungarna stannar i sötvatten mellan 1 och 4 år.

## Utbredning
Den gröna stören finns i havet utanför Nordamerikas västkust från Aleuterna och Alaskagolfen till Ensenada i Mexiko. Leken är emellertid begränsad till Rogue River i Oregon samt Klamath- och Sacramentofloderna i Kalifornien.

## Taxonomi
Arten betraktades tidigare som identisk med den asiatiska arten Acipenser mikadoi. Analys av mitokondrie-DNA har emellertid visat att A. mikadoi är en egen art.

## Status
Arten är klassificerad som nära hotad ("NT") av IUCN, främst på grund av den relativt ringa populationen, och det låga antalet lekande honor. Den är emellertid inte överfiskad, och populationen är numera stabil, även om antalet lekområden tidigare minskat kraftigt.

## Kommersiell användning
Ett mindre kommersiellt fiske förekommer, och arten är också föremål för ett visst sportfiske. Arten är emellertid inte särskilt uppskattad som matfisk, eftersom den nses ha en mindre god lukt och smak.